# Touring Club Italiano
Touring Club Italiano (с англ. и итал. — «Итальянское туристическое общество») — итальянская туристская организация. Организация занимается развитием туризма, печатает путеводители, атласы и карты.
Основана в Милане в 1894 году под названием Touring club ciclistico italiano («Итальянское велосипедное туристическое общество»), в 1900 году сменила название на нынешнее. В 1937—1945 годах называлась Consociazione turistica italiana (то же самое, но чисто на итальянском).
В 1894 году в организации было 784 члена, в 1900 — 21 тысяча, в 1920 году — 162 тысячи, в 1930 году — 475 тысяч, в 1988 году — 513 тысяч.